# Marathon van Singapore
De  marathon van Singapore (Standard Chartered Singapore Marathon) is een internationaal evenement, gehouden op de eerste zondag van december in Singapore.
Aan de marathon doen deelnemers mee vanuit vele landen over de hele wereld zoals Kenia, Tanzania, Verenigde Staten, Groot-Brittannië, Frankrijk, Japan, China en andere Europese en Aziatische landen.
Van 2004 tot 2008 maakte het evenement deel uit van de "Greatest Race on Earth", gesponsord door de Standard Chartered Bank. De andere wedstrijden uit deze race waren de marathon van Hongkong, de marathon van Bombay en de marathon van Nairobi.
Het evenement kent drie wedstrijden: de mini-marathon (10 km), de halve marathon (21,1 km) en de marathon (42.195 km). In 2004 namen er een recordaantal van 13.000 deelnemers deel. De race gaat door het centrale business district naar het Marina South Park.

## Parcoursrecords
- Mannen: 2:11.25 - Luke Kibet (1983)  Kenia (2009)
- Vrouwen: 2:31.55 - Salina Kosgei  Kenia (2006)

## Uitslagen
| Jaar             | Snelste man            | Land        | Tijd    | Snelste vrouw              | Land       | Tijd    |
| ---------------- | ---------------------- | ----------- | ------- | -------------------------- | ---------- | ------- |
| 6 december 2015  | Julius Kiplimo Maisei  | Kenia       | 2:17.24 | Doris Chepkwemoi Changeywo | Kenia      | 2:44.26 |
| 7 december 2014  | Kenneth Mburu Mungara  | Kenia       | 2:16.42 | Mekasha Waganesh Amare     | Ethiopië   | 2:46.54 |
| 1 december 2013  | Luka Kipkemboi Chelimo | Kenia       | 2:15.00 | Sharon Cherop Chemutai     | Kenia      | 2:41.12 |
| 2 december 2012  | Kennedy Kiptoo Lilan   | Kenia       | 2:17.21 | Irene Jerotich Kosgei      | Kenia      | 2:37.54 |
| 4 december 2011  | Charles Mwai Kanyao    | Kenia       | 2:14.34 | Irene Jerotich Kosgei      | Kenia      | 2:36.43 |
| 5 december 2010  | Kenneth Mburu Mungara  | Kenia       | 2:14.06 | Irene Jerotich Kosgei      | Kenia      | 2:35.22 |
| 6 december 2009  | Luke Kibet             | Kenia       | 2:11.25 | Albina Mayorova            | Rusland    | 2:32.49 |
| 7 december 2008  | Luke Kibet             | Kenia       | 2:13.01 | Edith Masai                | Ethiopië   | 2:34.15 |
| 2 december 2007  | Elijah Mbogo           | Kenia       | 2:14.23 | Alem Ashebier              | Ethiopië   | 2:37.08 |
| 3 december 2006  | Amos Matui             | Kenia       | 2:15.01 | Salina Kosgei              | Kenia      | 2:31.55 |
| 4 december 2005  | Amos Matui             | Kenia       | 2:15.57 | Irina Timofejeva           | Rusland    | 2:34.42 |
| 5 december 2004  | Philip Tanui           | Kenia       | 2:17.02 | Helen Cherono              | Kenia      | 2:39.37 |
| 7 december 2003  | John Kelai             | Kenia       | 2:19.02 | Yu-xi Wang                 | China      | 2:43.57 |
| 8 december 2002  | Joseph Riri            | Kenia       | 2:18.46 | Constantina Diţă-Tomescu   | Roemenië   | 2:36.06 |
| 2 december 2001  | Tadesse Hailemariam    | Ethiopië    | 2:23.02 | Workenesh Tola             | Ethiopië   | 2:53.29 |
| 3 december 2000  | Nixon Nkodima          | Zuid-Afrika | 2:27.07 | Ruwiyati                   | India      | 2:53.11 |
| 5 december 1999  | Ernest Wong            | Singapore   | 2:48.43 | Ruwiyati                   | India      | 2:54.53 |
| 29 november 1998 | Zacharia Mosala        | Zuid-Afrika | 2:27.27 | Jing Lu                    | China      | 2:59.58 |
| 7 december 1997  | Tsutomu Sassa          | Japan       | 2:28.08 | Ruwiyati                   | India      | 2:49.54 |
| 1 december 1996  | Tor-Erik Nyquist       | Noorwegen   | 2:24.17 | Sylvia Rose                | Australië  | 2:48.19 |
| 3 december 1995  | Somkert Winthochai     | Thailand    | 2:35.39 | Yoki Chow                  | Singapore  | 3:20.19 |
| 4 december 1994  | Robert Nolan           | Australië   | 2:22.40 | Mieke Pullen               | Nederland  | 2:50.38 |
| 5 december 1993  | Tan-Choon Ghee         | Singapore   | 2:42.22 | Irene Chua                 | Singapore  | 3:23.18 |
| 6 december 1992  | Gareth Spring          | Engeland    | 2:22.22 | Yvonne Danson              | Engeland   | 2:43.34 |
| 15 december 1991 | Tikaram Gurung         | Nepal       | 2:42.02 | Yvonne Danson              | Engeland   | 2:47.27 |
| 9 december 1990  | Kuruppu Karunaratne    | Sri Lanka   | 2:21.10 | Ye-mei Li                  | China      | 2:47.47 |
| 3 december 1989  | Ricky Khoo             | Singapore   | 2:39.09 | Toh-So Liang               | Singapore  | 2:53.09 |
| 11 december 1988 | Hans Pfisterer         | Duitsland   | 2:22.49 | Ye-mei Li                  | China      | 2:46.04 |
| 7 december 1986  | Alain Lazare           | Frankrijk   | 2:19.04 | Kersti Jakobsen            | Denemarken | 2:39.03 |
| 8 december 1984  | Tommy Persson          | Zweden      | 2:18.30 | Kersti Jakobsen            | Denemarken | 2:41.34 |
| 5 december 1982  | Raymond Crabb          | Engeland    | 2:24.19 | Winnie Lai-chu Ng          | Hongkong   | 2:55.11 |